# (32306) 2000 QT28
2000 QT28 (asteroide 32306) é um asteroide da cintura principal. Possui uma excentricidade de 0.07765940 e uma inclinação de 2.13200º.
Este asteroide foi descoberto no dia 24 de agosto de 2000 por LINEAR em Socorro.